# Oulun Kärpät
Oulun Kärpät (wzgl. po prostu Kärpät, pol. gronostaje) – fiński klub hokejowy z siedzibą w Oulu, występujący w rozgrywkach Liiga.

## Sukcesy
- Złoty medal mistrzostw Finlandii: 1981, 2004, 2005, 2007, 2008, 2014, 2015, 2018
- Srebrny medal mistrzostw Finlandii: 1987, 2003, 2009, 2019
- Brązowy medal mistrzostw Finlandii: 1980, 1984, 1985, 1986, 2006, 2016
- Trofeum pamiątkowe Harry’ego Lindbladina – pierwsze miejsce w sezonie zasadniczym SM-liigi / Liigi: 1987, 2005, 2006, 2007, 2008, 2014, 2015, 2018, 2019, 2020
- Hopealuistin: 1986, 2006, 2007, 2013, 2014, 2019
- Finał Pucharu Mistrzów: 2005, 2006
- Puchar European Trophy: 2007
- Finał Hokejowej Ligi Mistrzów: 2016